# Ан-178
Ан-178 — украинский ближнемагистральный транспортный самолёт на базе Ан-158 (модификации Ан-148), грузоподъёмностью 18 тонн; входит в «семью Антонов», в которой также находятся Ан-148 и Ан-158. Самолёт позиционируется на рынке как замена транспортного самолёта Ан-12.

## Описание
Как заявил генеральный конструктор ГП «Антонов» Д. С. Кива, по замыслу разработчиков, Ан-178 должен прийти на замену устаревшим транспортным самолётам Ан-12, эксплуатирующимся с 1950-х годов на Украине и в России, а также в ряде других стран. Новая машина будет перевозить до 18 тонн груза и работать на тех же аэродромах, что и Ан-12, в том числе на грунтовых взлётно-посадочных полос.
По основным характеристикам и транспортным возможностям Ан-178 превосходит Ан-12. По сравнению с предшественником, он будет иметь большую по габаритам, в том числе по высоте, полностью герметичную грузовую кабину, где могут перевозиться морские контейнеры; два реактивных двигателя вместо четырёх турбовинтовых; более высокую (на 225 км/ч) максимальную крейсерскую скорость и большую дальность полёта (на 1000 км) с грузом 18 тонн. Практический потолок Ан-178 — на 3000 м выше. В целом он будет обладать существенно лучшими экономическими показателями.
Средняя цена одного самолёта составляет 40 млн долл.[когда?]

## История создания
23 февраля 2010 года АНТК имени Антонова сообщила о начале проектирования нового грузового самолёта Ан-178 на базе пассажирского Ан-158. В июле 2014 года был закончен первый фюзеляж. В ноябре 2014 года начались наземные испытания первого опытного экземпляра самолёта. Начало испытаний завершено в первом квартале 2015 года. Презентация Ан-178 состоялась 16 апреля 2015 года на госпредприятии «Антонов» в Киеве. Первый полёт состоялся 7 мая 2015 года на аэродроме Гостомель.
Компания «Антонов» с 22 октября по 21 декабря 2015 проводила конкурс на «народное имя» для нового самолёта Ан-178. Наибольшее количество голосов собрали варианты «Степан Бандера», «Амет-Хан Султан» и «Киборг». Руководство концерна заявило, что ни один из предложенных вариантов не будет использован в качестве названия нового самолёта, поскольку эти названия могут быть использованы в политическом противостоянии. Сами же антоновцы предпочитают имена «Дельфин», «Богдан» или «Надежда».
9 декабря 2015 года произведён первый запуск газотурбинного двигателя Д-436-148ФМ, предназначенного для установки на Ан-178. 29 декабря на предприятии «Антонов» была завершена сборка второго фюзеляжа.
В апреле 2017 года украинское издание «Зеркало недели» отмечало, что программа разработки самолёта Ан-178 фактически остановилась. В частности, «остановлены все лётные и сертификационные испытания» самолёта, а подготовка к его серийному производству даже не начиналась.
Продемонстрирован на авиасалоне «Фарнборо-2018».
В июне 2019 представлен на авиасалоне Ле Бурже, только в качестве модели, в лётной программе участия не принимали.
В феврале 2021 года самолёты Ан-178 и Ан-132D были исключены из государственного реестра гражданских воздушных судов; соответствующий приказ опубликован на портале Государственной авиационной службы Украины. Согласно документу, такое решение было принято из-за отсутствия у самолётов сертификата лётной годности в течение двух лет, а Госавиаслужба в течение этого срока не имела доступа к ним, чтобы осуществлять контроль за их лётной годностью и эксплуатацией.
28 декабря 2021 года состоялась церемония выкатки первого серийного Ан-178-100Р, предназначенного для проведения лётных сертификационных испытаний, в скором времени этот борт должен осуществить первый полёт.

## Производство
В 2019 году ГП «Антонов» работал над восстановлением серийного производства самолётов Ан-148, Ан-158 и Ан-178. По состоянию на середину декабря 2019, предприятие продолжало строительство планера самолёта Ан-178 (серийный номер 006), предназначенного для поставки по контракту с Перу.
Одновременно с началом производства машины для Перу, на заводе начали работы по запуску изготовления ещё четырёх серийных Ан-178.

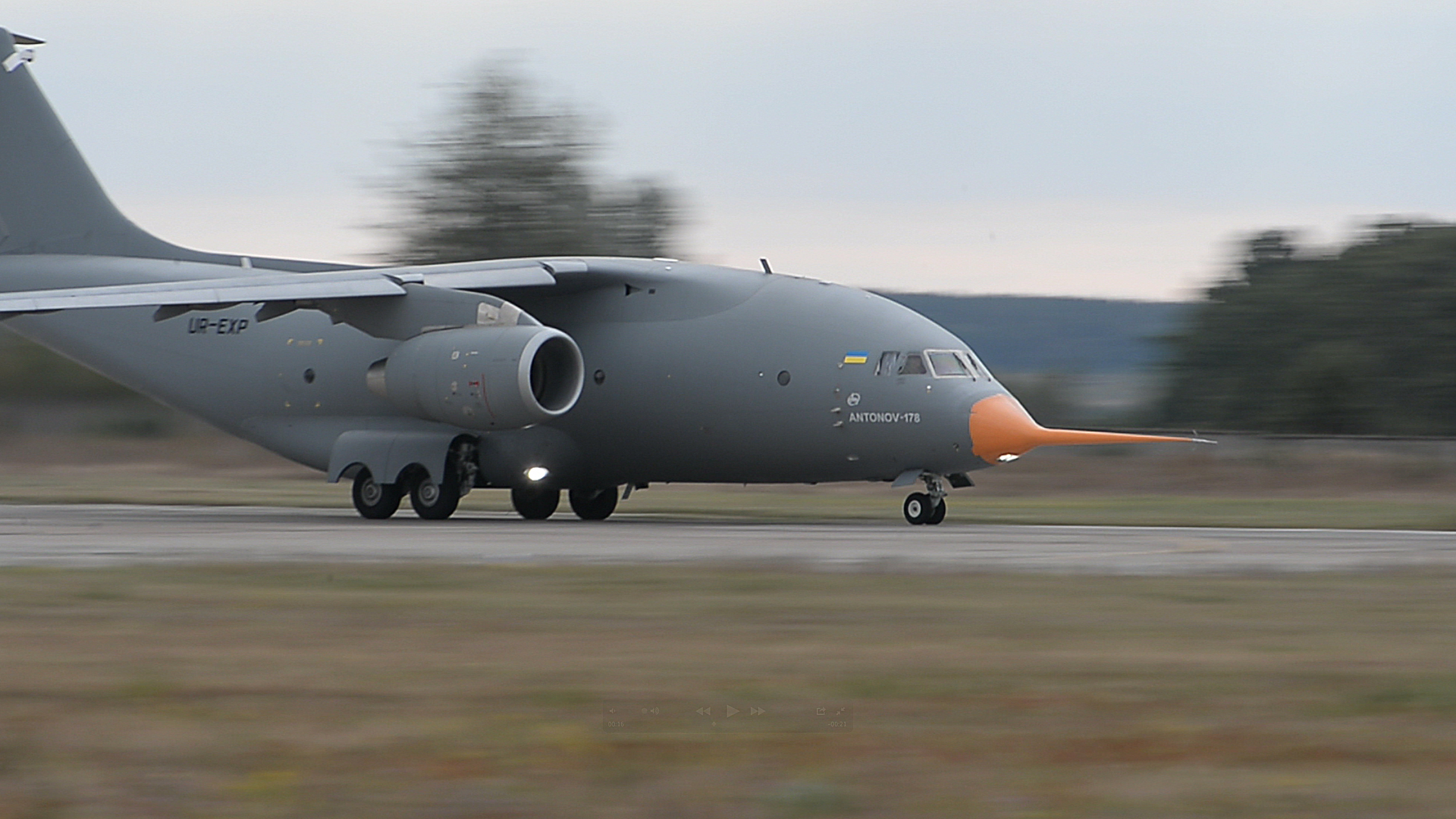
Ан-178 с носовой стрелой выполняет полёты перед испытаниями

На начало 2022 года строится 3 самолёта модификации Ан-178-100Р, предназначенных для Военно-Воздушных Сил Украины.
Первоначально, около трети комплектующих самолёта Ан-178 составляли изделия российского производства, в том числе стойки шасси, вспомогательная силовая установка, почти вся авионика, гидравлика, управление и многое другое, заимствованное у семейства самолётов Ан-148/158.
Уже несколько лет ГП «Антонов» работает над программой импортозамещения (переход с российских комплектующих на украинские аналоги, и продукцию Канады, Китая и США). Согласно заявлению «Антонова», в 2015 году компания полностью отказалась от российских комплектующих, для этого осваивается производство новых комплектующих и деталей на предприятиях, входящих в структуру «Укроборонпрома». 18 июля 2018 года Пётр Порошенко заявил, что Россия «исключена из списка стран, производящих остальные детали для нашего Ан-178»..
В самолёте Ан-178-100Р планируется использовать вспомогательную силовую установку ТА18-100, разработанную российской компанией «Аэросила».

## Рынки сбыта и заказы
По мнению директора Центра экономического и политического анализа Александра Кивы, высказанному в феврале 2010 года, рынок сбыта самолёта Ан-178 может составить около 800 самолётов в течение 10-12 лет.
В мае 2015 года тогдашний генеральный конструктор компании «Антонов» Дмитрий Кива заявлял, что предварительный пакет заказов на этот самолёт составлял около 100 единиц; в покупке заинтересованы Саудовская Аравия и страны Персидского залива.
По состоянию на август 2016 года совокупный портфель твёрдых заказов компании «Антонов» на Ан-178 состоял из 11 самолётов.
В апреле 2017 года украинское издание «Зеркало недели» так характеризовало портфель заказов компании «Антонов»: «На сегодняшний день с определённой долей оптимизма можно говорить лишь о контракте по поставке авиакомпании Silk Way (Азербайджан) 10 самолётов Ан-178. <…> Справедливости ради надо отметить наличие соглашения о совместном серийном производстве 12 экземпляров Ан-178 для компании Beijing A-Star Science & Technology Co., Ltd (Китай), пока не реализованного в виде контракта. На этом можно поставить точку… Это все. Подчеркиваю, ни один самолёт „Антонов“ больше не заказан ни Саудовской Аравией, ни Минобороны Украины, ни кем-либо еще. По крайней мере, по состоянию на апрель 2017 года».
Контракт с МВД Перу

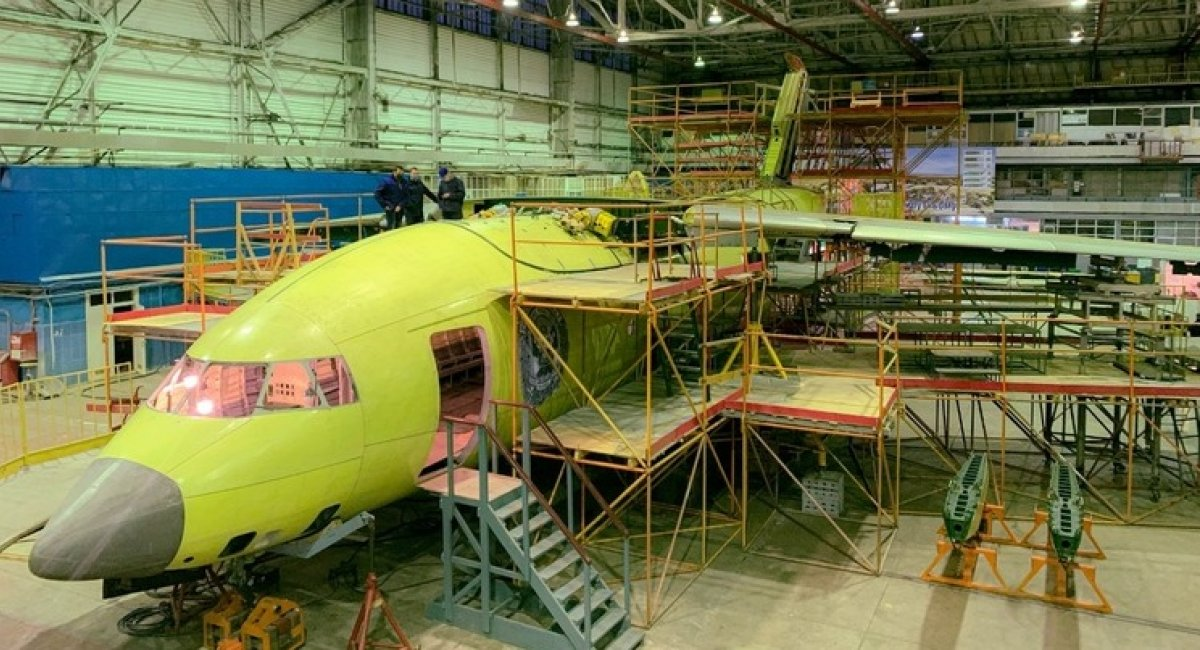
Ан-178 в стадии строительства для Министерства внутренних дел Перу (2020)

В августе 2019 года концерн «Укроборонпром» (компания «Спецтехноэкспорт») выиграл тендер на поставку одного военно-транспортного самолёта Ан-178 для министерства внутренних дел (в частности полиции) Перу, стоимостью около 65 млн долларов; в контракт входят: сборка самолёта, обучения пилотов, обучения персонала обслуживания. Сумма контракта составила около 65 млн долл. Срок поставки по контракту составлял 24 месяца с даты подписания контракта (то есть 23 октября 2021 года) и может быть изменён по соглашению сторон.
В середине 2020 года в Перу разразился коррупционный скандал в связи с контрактом на поставку Ан-178; однако представители Перу в режиме онлайн-конференции подтвердили, что контракт продолжает действовать. 
В означенное время контракт исполнен не был (инспекция представителя авиации Перу  на мощности украинского производителя выявила, что конструктивно самолёт имеет приблизительный общий прогресс в 65 %, авиадвигатели для него находятся в процессе производства); нет также и договора об изменении графика поставки, была инициализирована процедура применения штрафных санкций.
Согласно заявлению СпецТехноЭкспорта: «По состоянию на сегодняшний день контракт действующий, но из-за отсутствия финансирования со стороны заказчика — Министерства внутренних дел Республики Перу — выполняется с задержкой.  Указанная проблема связана с непринятием банковской гарантии государственными и частными банками Перу, в том числе гарантии, предоставленной первоклассным европейским банком, который входит в перечень банков первой категории, утверждённый Центральным резервным банком Перу.» и что по состоянию на сегодняшний день не получили ни одного платежа от заказчика и «украинская сторона самостоятельно производит самолёт за свой счёт».
Контракт с Вооружёнными силами Украины
29 декабря 2020 года был подписан Меморандум о сотрудничестве между Министерством обороны Украины и ГП «АНТОНОВ» по строительству самолётов для нужд Вооружённых сил Украины.
Одновременно с этим был подписан и контракт на заказ трёх военно-транспортных самолётов Ан-178. Поставка первого из заказанных самолётов запланирована на 2023 год.
Заказы
| Заключённые соглашения о поставках                        | Заключённые соглашения о поставках | Заключённые соглашения о поставках | Заключённые соглашения о поставках | Заключённые соглашения о поставках | Заключённые соглашения о поставках |
| Покупатель                                                | Тип                                | Заказано                           | Опцион                             | Примечание | Поставлено                         |
| --------------------------------------------------------- | ---------------------------------- | ---------------------------------- | ---------------------------------- | --- | ---------------------------------- |
| Beijing A-Star Aerospace Technology Co.                   | Ан-178                             | 2                                  | 0                                  | Меморандум. Предусмотрена закупка двух Ан-178 у Украины и последующее совместное производство с Китаем. | 0                                  |
| Airspace Industry Corporation of China                    | Ан-178                             | 25                                 | 0                                  | Меморандум | 0                                  |
| Тaqnia Aeronautics                                        | Ан-178                             | 30                                 | 0                                  | Меморандум | 0                                  |
| ВС Ирака                                                  | Ан-178                             | 1                                  | 0                                  | Заказан 1 самолёт для армии Ирака | 0                                  |
| Полиция Перу                                              | Ан-178                             | 1                                  | 0                                  | Заказан 1 самолёт для полиции Перу. Постройка Ан-178 происходит за счёт украинской стороны, Украина не получила от Перу ни одного платежа за самолёт. Согласно контракту, поставка самолёта заказчику должна была состояться осенью 2021 года. В связи со срывом срока поставки в Перу инициировали процесс наложения штрафов на украинскую сторону. | 0                                  |
| Госслужба по чрезвычайным ситуациям. Национальная гвардия | Ан-178                             | 13                                 | 0                                  | Меморандум Заказано 13 самолётов | 0                                  |
| Воздушные силы Украины                                    | Ан-178                             | 3                                  | 0                                  | Заказано 3 самолёта. | 0                                  |

| Отменённые заказы | Отменённые заказы | Отменённые заказы | Отменённые заказы | Отменённые заказы | Отменённые заказы |
| Покупатель        | Тип               | Заказано          | Опцион            | Примечание | Поставлено        |
| ----------------- | ----------------- | ----------------- | ----------------- | --- | ----------------- |
| Silk Way Airlines | Ан-178            | 10                | 0                 | Твёрдый контракт. Контракт изначально предусматривал комплектацию самолётов российскими комплектующими, при этом цена самолёта должна была составить около $25 млн за единицу. В 2017 году азербайджанской стороне было сообщено, что самолёт будет с другим оборудованием, а цена самолётов составит около $45 млн за единицу. В ноябре 2020 года председатель профкома Профсоюза авиастроителей Украины на ГП «Антонов» Виктор Гуска заявил, что контракт с Азербайджаном на 10 Ан-178 был «потерян». | 0                 |